# إيفان آسين الأول
إيفان آسين الأول (بالبلغارية: Иван Асен I)‏ (باللغة البلغارية:Иван Асен I)هو إمبراطور (قيصر) بلغاريا بين 1189-1196 ميلادي، وقت ومكان ولادته غير معروفة.
تمرد إيفان وأخوه بيتر على حكم الإمبراطور البيزنطي إسحاق الثاني.